# Horace Mann (diplomatico)
Sir Horace Mann, I baronetto Mann (Londra, 8 agosto 1706 – Firenze, 6 novembre 1786), è stato un ambasciatore britannico.
Fu nella seconda metà del XVIII secolo ambasciatore britannico nel Granducato di Toscana. Il suo imponente carteggio con Horace Walpole è tra i più consistenti della storia.

## Biografia
Era figlio di Robert Mann, agiato mercante londinese e in seguito nobile di campagna nel Kent. Una sua sorella, Catharine, sposò James Cornwallis, IV conte Cornwallis, anche vescovo anglicano di Coventry e Lichfield.
Durante la giovinezza fu molto vicino ad Horace Walpole, il cui padre Robert lo raccomandò come assistente di Charles Fane, II visconte Fane, ambasciatore britannico nel Granducato di Toscana. Giunto in Toscana nel 1737, presto Mann si distinse per zelo e discrezione, potendo quindi succedere a Fane nell'incarico quando questi rientrò in Inghilterra nel 1740. Durante gli anni a Firenze l'ambasciatore divenne la personalità di riferimento per la locale comunità inglese, e nel 1741 ricevette la visita dell'amico Walpole. I due poi non si rividero più, in quanto Mann rimase a Firenze per il resto della vita, ma gli scambi epistolari tra i due rimasero frequentissimi nei decenni successivi; il carteggio Mann-Walpole, con migliaia di lettere reciproche all'attivo, è ad oggi una delle corrispondenze postali più consistenti della storia (la raccolta fu poi edita in due volumi nel 1876 col titolo Mann and Manners at the Court of Florence). In riconoscimento dei suoi meriti, il 3 marzo 1755 Horace Mann venne creato baronetto.
In realtà la missione diplomatica inglese a Firenze era un pretesto per seguire le mosse e gli spostamenti dei pretendenti giacobiti, in particolare Giacomo VIII Stuart e suo figlio Carlo Edoardo, allora rifugiati a Roma come ospiti dei pontefici in quanto fedeli cattolici. Le pressioni di Mann, unite al comportamento sconsiderato di Carlo Edoardo Stuart, convinsero papa Clemente XIII a ritirare il suo appoggio ai giacobiti nel 1766, sventando definitivamente la minaccia che gli Stuart ponevano alla legittimità del casato di Hannover come sovrani di Gran Bretagna.
L'ultima lettera a Walpole fu del 5 settembre 1786. Mann morì due mesi più tardi, il 6 novembre, senza essere più tornato in Inghilterra dalla sua nomina ad ambasciatore. Il corpo venne riportato in Gran Bretagna e tumulato nella dimora familiare di Linton. Non essendosi mai sposato né avendo mai avuto figli, le sue ricchezze e i suoi titoli passarono ad un nipote, Horatio Mann.